# 金帶矛吻海龍
金帶矛吻海龍（学名：Doryrhamphus aurolineatus），为輻鰭魚綱棘背魚目海龍魚科的其中一種，分布於西印度洋區的阿曼海域，棲息深度可達11公尺，體長可達3.4公分，棲息在洞穴或礁石區，卵胎生。

## 外部連結
- 金帶矛吻海龍的圖片 （页面存档备份，存于）